# Liste de villes du Gabon
Cet article propose une introduction à la structure urbaine du Gabon et dresse une liste des villes les plus peuplées.

## Histoire
La colonisation, au milieu du XIXe siècle, induit le développement des voies de communication pour l'évacuation des produits issus de l'exploitation forestière et minière. La population, qui occupait auparavant le territoire de manière diffuse, se rapproche de ces voies de communication et des centres d'exploitation miniers et forestiers (Franceville, Moanda, Mounana…), l'activité économique tendant à concentrer la population active. Dans les zones rurales, le colonisateur français met aussi en place un politique de regroupements de villages, afin de mutualiser et rationaliser les investissements en matière d'infrastructures sanitaires, routières et scolaires ; cette politique sera poursuivie après l'indépendance. Le Gabon connaît donc un mouvement d'urbanisation et d'exode rural notamment en direction des villes côtières (Port-Gentil, Libreville), où se concentrent l’activité économique et l'emploi, mouvement qui s'amplifie dans les années 1960 - 1970 et se continue au XXIe siècle.
Aujourd'hui le Gabon est décrit comme un pays forestier, faiblement peuplé, avec une densité d'environ 5,7 hab/km2, dont plus de 80 % du territoire est recouvert par la forêt, possédant le plus fort taux de superficie forestière par habitant en Afrique,.
Cependant, la principale caractéristique du Gabon est le fait qu'environ la moitié de la population totale du pays vit dans une seule ville : en 2012, cette population est estimée à 1,5 million d'habitants et la seule ville de Libreville en accueille plus de 750 000. Les deux tiers de la population vit dans les treize principales villes et 86 % de la population vit en milieu urbain, ce qui est un taux parmi les plus élevés d'Afrique,,. La densité urbaine est élevée avec 250 à 300 habitants au km2 alors que la densité rurale est de 1,1 habitant au km2, comparable à celle des pays désertiques du Sahel.
La structure institutionnelle du pays et ses systèmes de financement font que les collectivités territoriales ont des ressources financières, humaines et techniques très faibles. Elles vivent essentiellement de transferts alloués par l'État avec des financements qui ne sont pas à la hauteur des besoins créés par une pression urbaine sans cesse grandissante. L'espace urbain gabonais est fortement polarisé entre trois villes « riches », qui continuent à attirer la population (Libreville, Port-Gentil et Franceville-Moanda-Mounana) d'une part et, d'autre part, des villes et communes qui peinent à faire face à leurs obligations  de base, l'assainissement notamment.

## Villes du Gabon
| Bitam Booué Cocobeach Fougamou Franceville Gamba Kango Koulamoutou Lambaréné Lastoursville Lékoni Libreville Makokou Mayumba Mbigou Medouneu Mékambo Mimongo Minvoul Mitzic Moanda Mouila Mounana Ndendé Ndjolé Nkan Ntoum Okondja Omboué Oyem Port-Gentil Tchibanga Tsogni Estuaire Haut-Ogooué Moyen-Ogooué Ngounié Nyanga Ogooué-Ivindo Ogooué-Lolo Ogooué-Maritime Woleu-Ntem |

Légende

 Libreville = Capitale

 Lambaréné = Chef-lieu de province

 Moanda = ville de + de 10 000 hab.

 Mimongo = ville de - de 10 000 hab.

## Villes du Gabon par population

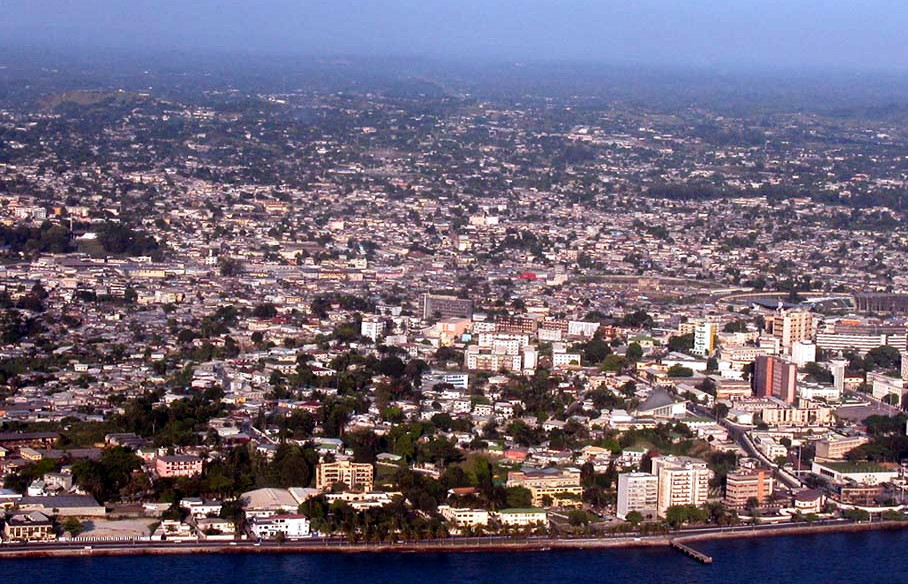
Libreville vue du ciel.

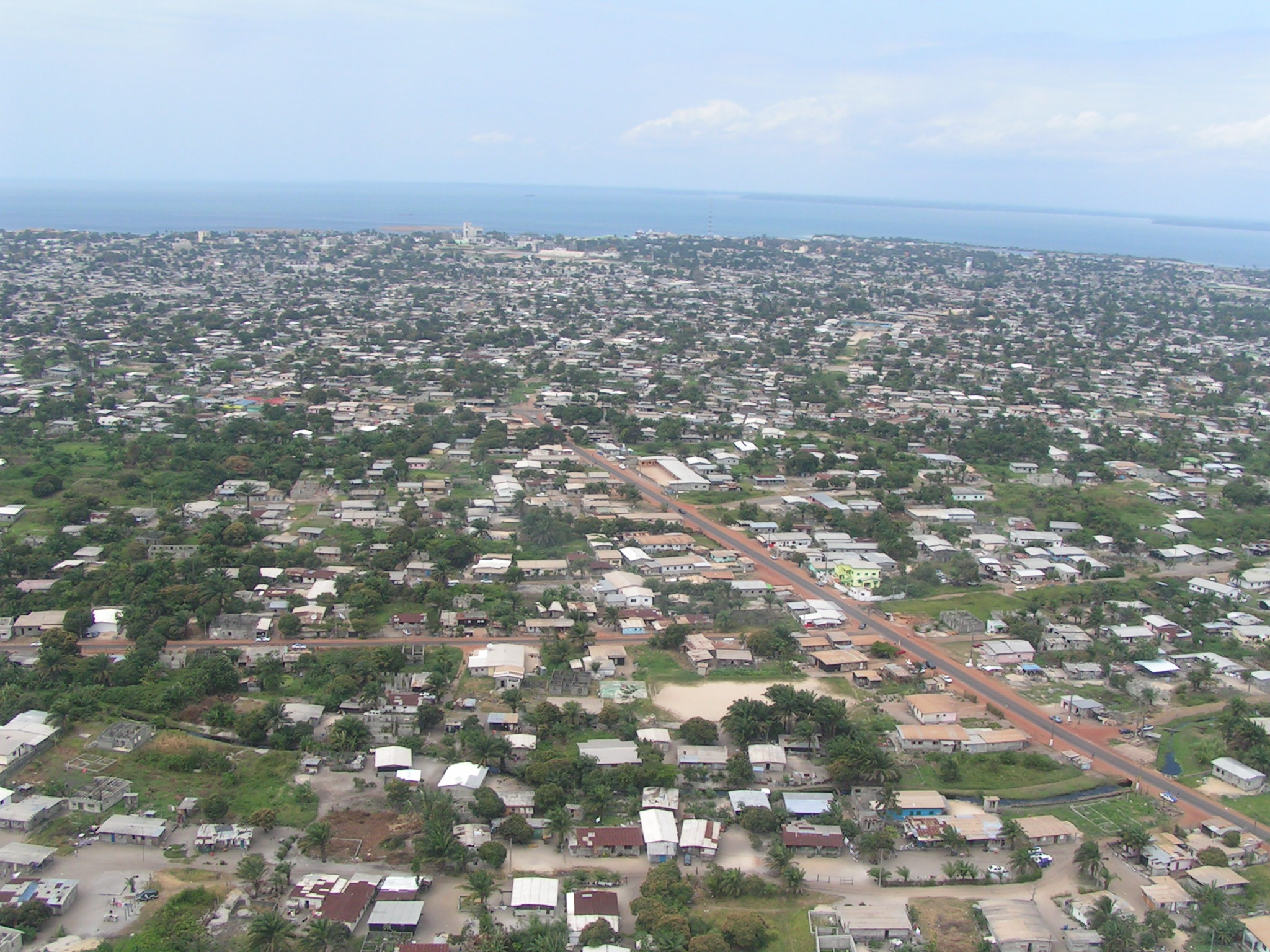
Port-Gentil vue des airs.

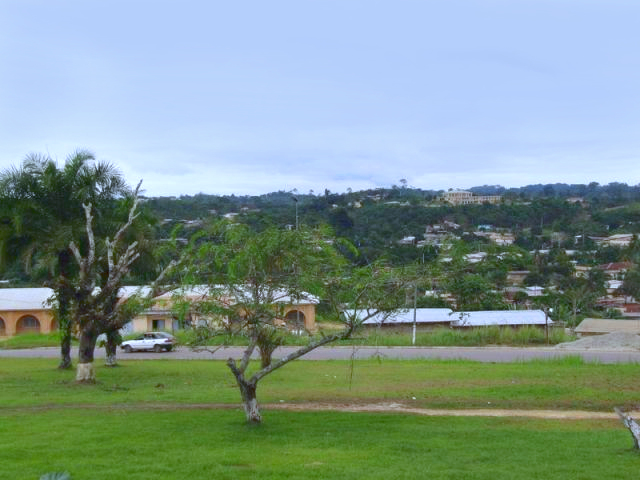
Vue de Koulamoutou.

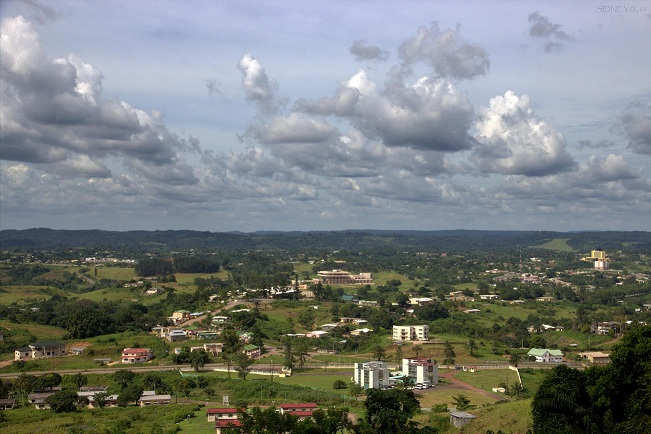
Vue de Franceville.

| Rang | Ville        | Population | Population | Province        |
| Rang | Ville        | rec. 1993  | cal. 2010  | Province        |
| ---- | ------------ | ---------- | ---------- | --------------- |
| 1.   | Libreville   | 419 596    | 753 550    | Estuaire        |
| 2.   | Port-Gentil  | 79 225     | 142 280    | Ogooué-Maritime |
| 3.   | Franceville  | 31 183     | 56 002     | Haut-Ogooué     |
| 4.   | Oyem         | 22 404     | 40 235     | Woleu-Ntem      |
| 5.   | Moanda       | 21 882     | 39 298     | Haut-Ogooué     |
| 6.   | Mouila       | 16 307     | 29 286     | Ngounié         |
| 7.   | Lambaréné    | 15 033     | 26 998     | Moyen-Ogooué    |
| 8.   | Tchibanga    | 14 054     | 25 239     | Nyanga          |
| 9.   | Koulamoutou  | 11 773     | 21 143     | Ogooué-Lolo     |
| 10.  | Makokou      | 9 849      | 17 688     | Ogooué-Ivindo   |
| 11.  | Bitam        | 7 473      | 13 421     | Woleu-Ntem      |
| 12.  | Tsogni       | 7 226      | 12 977     | Nyanga          |
| 13.  | Gamba        | 7 205      | 12 939     | Ogooué-Maritime |
| 14.  | Mounana      | 6 372      | 11 443     | Haut-Ogooué     |
| 15.  | Ntoum        | 6 219      | 11 169     | Estuaire        |
| 16.  | Nkan         | 6 188      | 11 113     | Estuaire        |
| 17.  | Lastourville | 6 053      | 10 871     | Ogooué-Lolo     |
| 18.  | Okondja      | 5 193      | 9 326      | Haut-Ogooué     |
| 19.  | Ndendé       | 4 500      | 8 082      | Ngounié         |
| 20.  | Booué        | 4 200      | 7 543      | Ogooué-Ivindo   |
| 21.  | Fougamou     | 4 100      | 7 363      | Ngounié         |
| 22.  | Ndjolé       | 3 700      | 6 645      | Moyen-Ogooué    |
| 23.  | Mbigou       | 3 000      | 5 388      | Ngounié         |
| 24.  | Mayumba      | 2 900      | 5 208      | Nyanga          |
| 25.  | Mitzic       | 2 820      | 5 064      | Woleu-Ntem      |
| 26.  | Mékambo      | 2 800      | 5 029      | Ogooué-Ivindo   |
| 27.  | Lékoni       | 2 600      | 4 669      | Haut-Ogooué     |
| 28.  | Mimongo      | 2 400      | 4 310      | Ngounié         |
| 29.  | Minvoul      | 2 100      | 3 771      | Woleu-Ntem      |
| 30.  | Medouneu     | 1 400      | 2 514      | Woleu-Ntem      |
| 31.  | Omboué       | 1 210      | 2 173      | Ogooué-Maritime |
| 32.  | Cocobeach    | 1 200      | 2 155      | Estuaire        |
| 33.  | Kango        | 1 200      | 1 975      | Estuaire        |

### Sources
- République du  Gabon, Ministère de l’habitat, du logement, de l'urbanisme, de l'environnement et du développement durable, Étude diagnostique pour l’élaboration d'une stratégie national d'habitat et de développement urbain au Gabon, Gouvernement de la République du Gabon, Programme des Nations unies pour le développement, Programme des Nations unies pour les établissements humains, 2011 (lire en ligne [PDF])
- Aimé Félix Avenot, La décentralisation territoriale au Gabon : entre mimétisme et mystification, L'Harmattan, 2008, 426 p. (lire en ligne)